# Geranium pyrenaicum
Geranium pyrenaicum conhecido como gerânio-pirenáico em português, é uma espécie de planta florífera da família Geraniaceae. É nativa da Europa, especialmente da região dos Pirenéus e áreas circundantes.

## Portugal
Trata-se de uma espécie presente no território português, nomeadamente os seguintes táxones infraespecíficos:
- Geranium pyrenaicum subsp. lusitanicum - presente em Portugal Continental. Em termos de naturalidade é endémica da Península Ibérica. Não se encontra protegida por legislação portuguesa ou da Comunidade Europeia.